# Peperomia papillispica
Peperomia papillispica är en pepparväxtart som beskrevs av C. Dc.. Peperomia papillispica ingår i släktet peperomior, och familjen pepparväxter. Inga underarter finns listade i Catalogue of Life.